# Émetteur de Nuremburg-Kleinreut
 (décembre 2006).
Améliorez-le ou discutez des points à vérifier. 
L'émetteur de Nuremburg-Kleinreuth était une station de transmission moyenne fréquence fondée en 1927 à Nuremberg-Kleinreuth à l'ancienne Rundfunkstrasse 24, maintenant la rue 181 de Sigmund, afin de fournir les régions nordiques de la Bavière en programmes d'émission dans la bande des ondes moyennes. Entre 1927 et 1935 cette installation utilisait comme antenne de transmission une t-antenne, qui consistait d'une base câble circulant de deux pylônes d'acier de 75 mètres de haut. En 1935, l'installation était remplacée par une tour de 124 mètres de hauteur construite en bois (pin rigide importé d'Amérique du sud), qui se trouvait être devenue disponible à la suite du changement du système d'antenne à l'émetteur Ismaning en 1934, et qui ainsi put être reconstruite après son démontage et transport, dans Nuremburg-Kleinreuth. Le 6 avril 1950, dans Nuremburg-Kleinreuth qu'une deuxième tour de radio sous la forme des 100 mètres hauts guyed le radiateur de mât est entré en service. La tour en bois maintenant dispensable a été faite sauter le 12 juillet, 1961 en raison de l'état d'affaiblissement. Le 15 septembre 1969, la station de radiodiffusion Nuremberg-Kleinreuth a été arrêtée, après que le mât par radio chez Dillberg fut équipé d'une antenne de camp pour la transmission de vague moyenne et pouvait donc rattraper ainsi la fonction de l'émetteur Nuremberg-Kleinreuth. En 1973, le secteur de l'usine de transmission a été vendu à la compagnie Theisen KG, qui ont laissé les installations restantes ou abandondées, des coups d'émetteur vers le bas, afin de construire là un hall d'usine.